# Euderces disparicrus
Euderces disparicrus là một loài bọ cánh cứng trong họ Cerambycidae.